# Dietrich Schulz-Köhn
Dietrich Schulz-Köhn (né le 28 décembre 1912 à Sonneberg en duché de Saxe-Meiningen et mort le 7 décembre 1999 à Erftstadt) est un animateur de radio allemand et critique musical sous le nom de « Dr. Jazz ». Il fut l'un des plus grands experts allemands de jazz et il a également consacré sa vie à la chanson et au folklore allemand.

## Biographie

### Jeunesse
Dietrich Schulz-Köhn est le fils du couple protestant, Wilhelm Schulz, instituteur, et Luise Köhn. Enfant, il apprend le violon puis le piano et  à partir de 1929, il joue de la batterie et du trombone dans un groupe d'élèves de l'école secondaire de Magdebourg.
Il étudie ensuite l'économie politique et les langues étrangères à l'université de Fribourg-en-Brisgau, puis à l'Université Johann Wolfgang Goethe de Francfort-sur-le-Main (1932-1933), l'université de Königsberg (1934-1939) et l'université d'Exeter en Angleterre, où il rencontre Duke Ellington et Louis Armstrong.
En 1932-1933, il suit le premier et seul cours en allemand consacré au Jazz, alors proposé au Conservatoire Hoch à Francfort-sur-le-Main - le premier cours de jazz jamais organisé — tenu par le compositeur hongrois Mátyás Seiber.
En 1936, il termine sa formation d'économiste à l'Université de Königsberg et en 1939 il obtient son doctorat « rer. pol. » (titre allemand d'origine latine: Doctor rerum politicarum) avec une thèse consacrée au thème Le disque sur le marché mondial.

### Carrière
En 1934, il fonde le premier club de jazz allemand, le Swing-Club, à Königsberg mais travaille comme employé dans des maisons de disques, des sociétés de radio et de télévision. Ainsi devient-il employé de la Deutsche Grammophon Gesellschaft. Dietrich Schulz-Köhn devient également éditeur des disques Brunswick Records.
À partir de 1939, il travaille chez Telefunken comme critique de jazz.
Il devient également correspondant de magazines étrangers tels que Billboard et le Swedish Orkester Journalen . À partir de 1935, il est membre du Hot Club de France du critique Charles Delaunay, avec lequel il s'est lié d'amitié lors de ses séjours en France en 1936 et 1937. Il a également travaillé sur l'édition 1936 du livre discographique de ce dernier.
Après avoir rejoint la SA à Magdebourg en 1933, il prend la carte du NSDAP en 1938. Il sera « dénazifié » en 1949.
Pendant la Seconde Guerre mondiale, Schulz-Köhn continue à entretenir ses contacts avec ses connaissances à Paris même s'il accède au grade de premier lieutenant dans la Luftwaffe et que Delaunay est actif dans la Résistance. Il est photographié dans un uniforme de la Wehrmacht avec Django Reinhardt et le seul groupe composé de membres afro-américains qui jouaient encore du jazz à l'époque, devant le club « La Cigale » à Paris. Il n'est cependant qu'en transit à Paris car il est stationné sur les côtes françaises, d'abord dans le nord de la France, puis en Méditerranée et enfin en 9Normandie.
Puisqu'il voyage avec une partie de sa collection de disques et qu'il est le seul en France - avec Hugues Panassié, comme il le souligne - à pouvoir se procurer de nouveaux disques, il se rend également populaire auprès des amateurs de jazz français en jouant ces disques dans les clubs.
Il publie à partir de 1943, avec Hans Blüthner et Gerd Pick, un journal secret de fans de jazz, les « Nachrichten ». Schulz-Köhn y apporte de nombreuses contributions grâce à ses contacts en France, aux Pays-Bas, en Belgique et en Suède.
Les contacts avec son ami Delaunay se poursuivent après la capitulation allemande, alors qu'il est prisonnier de guerre en France. A cette même époque, il donne des conférences dans le club de jazz fondé dans le camp dans lequel il est détenu.
Libéré en 1947, Schulz-Köhn devient à temps plein commis au département de musique du gouvernement militaire britannique. Il cofonde le « Hot Club Hannover », le « Hot Club Düsseldorf » et la Fédération allemande de jazz.
De 1949 à 1953, il est responsable des labels chez Decca — et à ce titre responsable de l'échange de matrices entre la maison mère et ses filiales allemandes. Il produit  également des disques avec le saxophoniste autrichien Hans Koller, la pianiste Jutta Hipp et le tromboniste allemand  Albert Mangelsdorff.
Il se fait connaître sur les ondes pour la première fois après-guerre en tant que présentateur de radio « Dr. Jazz » à partir de 1948 auprès du Nordwestdeutscher Rundfunk avec l'émission "Jazz Almanach" un programme « clairement orienté hot jazz » et ce jusqu'en 1952.
Il a également fondé plus de 20 programmes de jazz auprès du future Westdeutscher Rundfunk (WDR). Il s'appuie sur une base d'environ 4 000 disques en gomme-laque, qu'il a pu conserver pendant la guerre et sauver au-delà des frontières jusqu'en 1947. Le programme Jazz Information a été diffusé sur WDR de 1957 à 1978. Die rauhe Rille — Le sillon rugueux, diffusé de 1974 à 1992 (et continué par son collègue  Werner Wunderlich ) a également duré. Schulz-Köhn fut également actif au sein de Deutschlandfunk.
En 1957, il organise avec le journalisate allemand Joachim Ernst Berendt l'exposition itinérante Jazz in the USA pour le compte de l'ambassade américaine.
En 1969, il est cofondateur de la « Société internationale de recherche sur le jazz » à Graz. Avec Bruno Tetzner et Glen Buschmann, il fut le fondateur des cours de musique jazz à Remscheid, qui duraient plusieurs semaines et servaient à former des musiciens amateurs.
Schulz-Köhn est également auteur, et de plus il a traduit en allemand This Is Jazz de Ken Williamson.
Entre 1958 et 1961, il enseigne l'histoire du jazz à l'Université de musique de Cologne et en 1990, il est engagé pour donner des conférences à l'Université des arts de Berlin en tant que professeur honoraire.
À partir de 1948, Schulz-Köhn est marié à la présentatrice de radio et chanteuse de jazz Inge Klaus (*1922 - †1980) et à partir de 1981 à Renate Vogelsang (†1984).
En 1965, il organise sa succession et transfère ses collections à la « International Fondation Dr. Dietrich Schulz-Köhn ».
En 1985, il reçoit l'Ordre du Mérite, 1ere Classe, de la République fédérale d'Allemagne.
Ses principaux passe-temps étaient le violon et la musique de chambre.
Son dernier domicile est à Liblar, au sud-est de Cologne.

## Récompenses
- Croix de fer (EK II)
- Premier membre honoraire de l' International Society for Jazz Research à Graz
- Croix fédérale du mérite (Classe BVK I)

## Divers
Pendant l'occupation de l'Allemagne par les Forces alliées, Jens-Uwe Völmecke et son label de Cologne Jube sortent une série intitulée Dr. Jazz collection, avec de la musique swing parisienne.
Dans le long métrage français Django - Une vie pour la musique (2017) d'Étienne Comar, Schulz-Köhn est interprété par Jan Henrik Stahlberg.

## Publications
- avec Heinz Protzer : I got Rhythm. 40 Jazz-Evergreens et leur histoire. Heyne 1994. (Édition broché de The Evergreen Story : 40 x Jazz Quadriga, Weinheim, Berlin 1990,  (ISBN 3-88679-188-2) )
- Entretien dans Klaus Wolbers (éd.) : Thats Jazz. Darmstadt 1988[5].
- avec Dave Kamien : Let’s swing. Jazz zum Mitmachen. Maison d'édition School Television, Cologne 1979.
- Vive la chanson. Bertelsmann, 1969.
- Une brève histoire du jazz. Bertelsmann, 1963.
- C'est ça le jazz. Engelbert Verlag, 1963 (édité par Ken Williamson ; traduction et article)
- Stan Kenton. Bibliothèque Jazz . Pegasus Verlag, Wetzlar 1961
- Django Reinhardt. Bibliothèque Jazz, Pegasus Verlag, 1960.
- avec Walter Gieseler : Le jazz à l'école. Möseler Verlag, Wolfenbüttel 1959.
- Nature et formes de la musique jazz. Kevelaer 1951.
- Le disque sur le marché mondial. Reher, Berlin 1940 (= thèse Königsberg 1939)